# Afroamerički vernakular
Afroamerički dijalekt, poznat i pod pokratom AAVE (prema engl. African-American Vernacular English), inačica je engleskoga jezika kojoj su materinski govornici većina Afroamerikanaca (osobito onih niže i srednje klase) te manji udio kanadskih crnaca. Ova inačica engleskoga ima vlastitu, jedinstvenu gramatičku strukturu, rječnik i naglasni sustav te se među Afroamerikancima rabi u neformalnim kontekstima. U formalnim kontekstima, međutim, govornici AAVE-a zbog kodnoga preključivanja najčešće govore standardnim engleskim jezikom s ponekim elementima nestandardnog govora. AAVE-om se govori diljem SAD-a, no nije materinski govor svih Afroamerikanaca, niti su svi govornici Afroamerikanci.
Kao i kod drugih varijeteta engleskoga kojima govore Afroamerikanci, AAVE dijeli velik udio gramatičke i fonološke strukture s ruralnim dijalektima Juga SAD-a, a osobito sa starim južnoameričkim engleskim zbog položaja Afroamerikanaca u robovlasničkoj povijesti te regije.
Većina jezikoslovaca smatra da sličnosti između AAVE-a, zapadnoafričkih jezika i kreolskih jezika temeljenih na engleskome postoje, ali su male zbog toga što AAVE genealoški potječe iz nestandardnih dijalekata engleskoga iz današnjeg Juga SAD-a. Ipak, neki lingvisti drže da afroamerički dijalekt dijeli toliko obilježja s afričkim kreolskim jezicima da je teza njegovog nastajanja iz zasebnog kreolskog ili polukreolskog jezika moguća, uz to da je jezik kasnije prošao kroz dekreolizaciju.